# 馬林斯克
馬林斯克（Марии́нск），是俄羅斯克麥羅沃州的一個城市，位於西伯利亞鐵路沿線。2002年人口42,977人。
18世紀建村，時稱基斯科耶（Кийское），1856年設鎮，翌年改名。
56°13′N 87°45′E / 56.217°N 87.750°E